# Cymbidium kanran

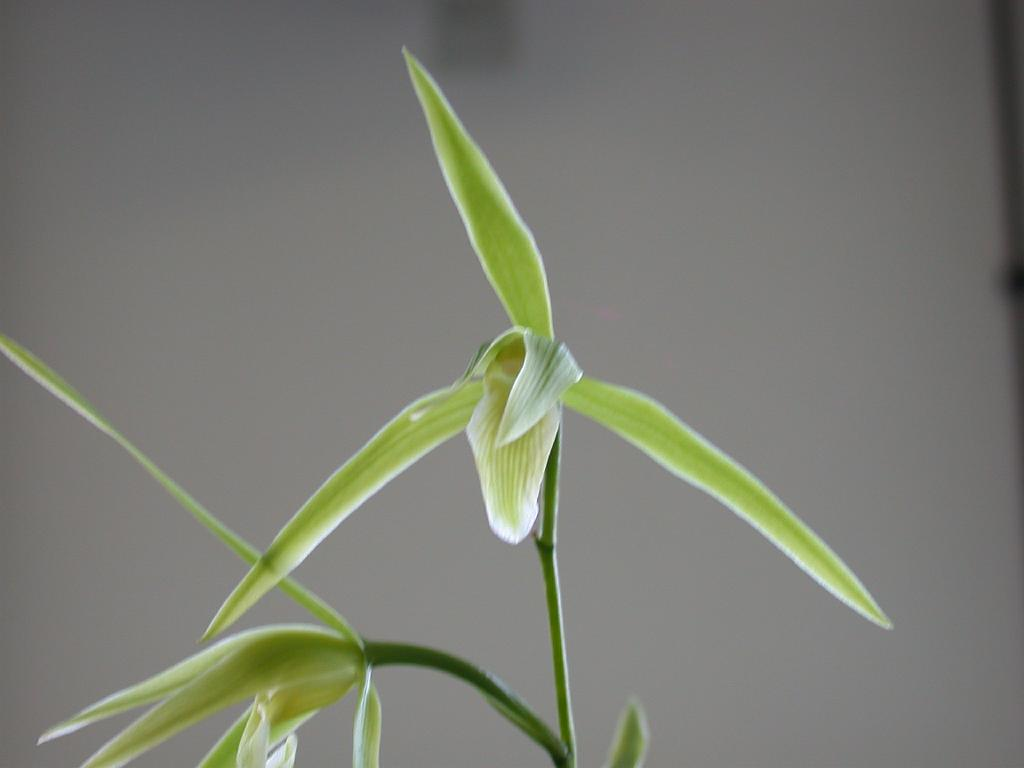

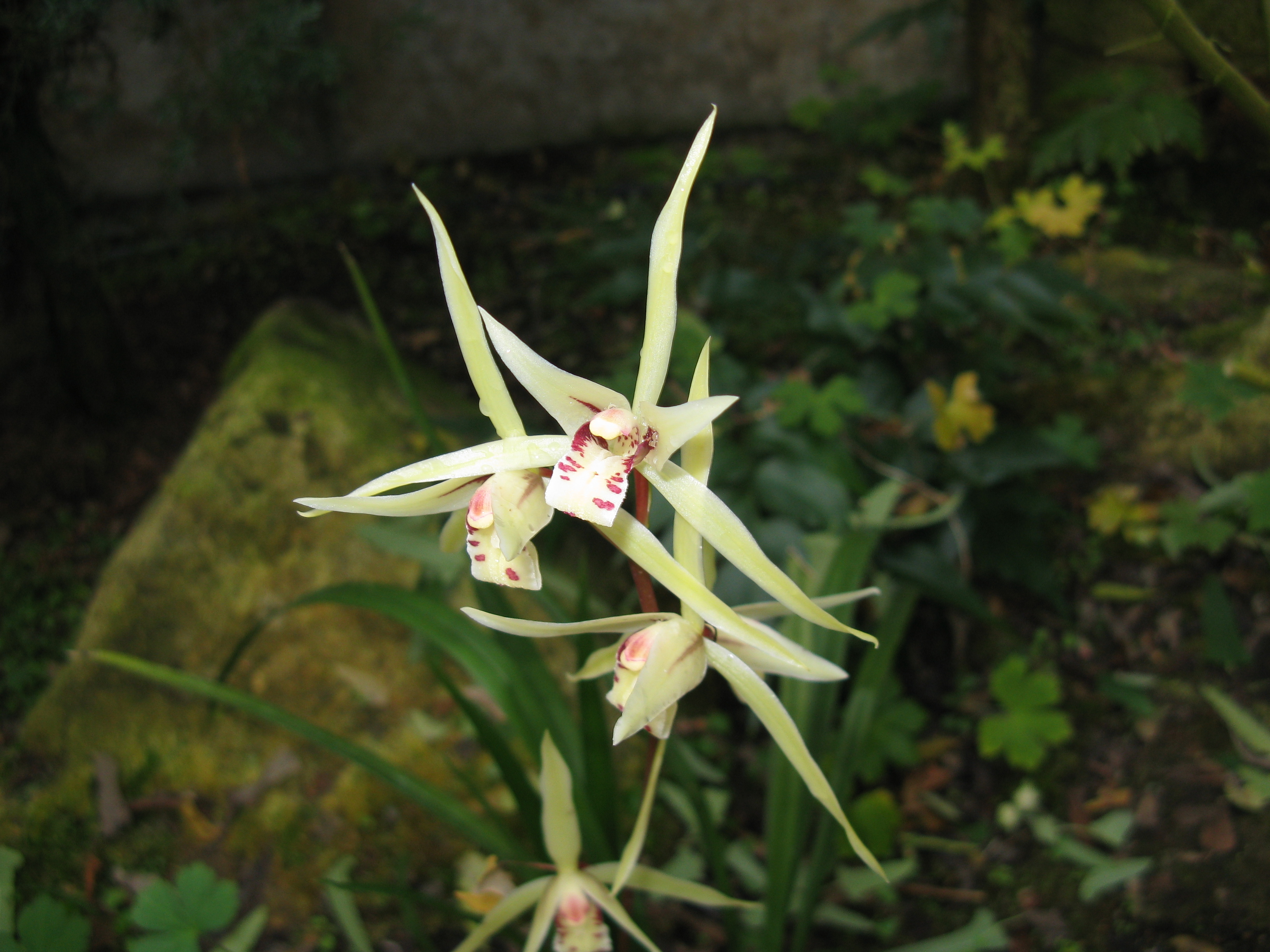
Detalle de la flor

Cymbidium kanran Makino 1902, es una especie de orquídea litófita originaria del sudeste de Asia.

## Descripción
Es una especie de orquídea de tamaño grande, que prefiere clima  frío a fresco , es litófita que florece en una inflorescencia basal, en forma de racimo, erecta de 50 cm de largo, con más de 10  flores aromáticas de 5 a 7,5 cm de longitud, surge por encima de las hojas y se producen en el invierno.

## Distribución y hábitat
Esta especie se distribuye por el norte de Vietnam, el sur de China y en Japón, más específicamente en la isla de Honshu; donde se encuentra en la profunda sombra en los bosques abiertos a elevaciones de 700 a 1800 metros.

## Taxonomía
Cymbidium kanran fue descrita por Tomitarō Makino   y publicado en Botanical Magazine 16: 10. 1902.
Etimología
El nombre deriva de la palabra griega kumbos, que significa "agujero, cavidad".  Este se refiere a la forma de la base del labio. Según otros estudiosos derivaría del griego "Kimbe = barco" por la forma de barco que asume el labelo.
kanran: epíteto latíno que significa "con flores verdes".
Sinonimia
- Cymbidium kanran f. purpurascens Makino (1902)
- Cymbidium oreophilum Hayata (1914)
- Cymbidium purpureohiemale Hayata (1914)
- Cymbidium linearisepalum Yamam. (1930)
- Cymbidium linearisepalum f. atropurpureum Yamam. (1932)
- Cymbidium tosyaense Masam. (1935)
- Cymbidium sinokanran Yen (1964)
- Cymbidium kanran var. purpureohiemale (Hayata) S.S. Ying (1977)[1][4][5]

## Nombre común
- Castellano: Cymbidium del frío